# Amateuroberliga Niedersachsen
Die Amateuroberliga Niedersachsen war zwischen 1949 und 1964 die höchste Spielklasse im niedersächsischen Fußball. Die vom Niedersächsischen Fußballverband organisierte Spielklasse war bis 1963 auf der zweit- und in der letzten Spielzeit auf der dritthöchsten Ebene im deutschen Ligensystem angesiedelt. Den Namen „Amateur-Oberliga“ führte sie seit 1950.
Zwischen 1947 und 1949 war die fünfgleisige Landesliga die höchste niedersächsische Spielklasse. Hier spielten zunächst noch einige Vereine aus Bremen mit, ehe diese in die Ligen des Bremer Fußball-Verbandes (BFV) wechselten. 34 Mannschaften qualifizierten sich dann für die zweigleisige Amateurliga Niedersachsen (zunächst ohne „Ober-“). Die Einteilung erfolgte nach geografischen Gesichtspunkten. Eine angedachte Wiederaufnahme von Vereinen aus Bremen wurde 1950 beim BFV-Verbandstag abgelehnt.
Bis 1952 qualifizierten sich die beiden Staffelsieger für die Aufstiegsrunde zur Oberliga Nord. Danach erhielt Niedersachsen drei Plätze in der Aufstiegsrunde. In der Regel nahmen die beiden Staffelsieger sowie der Sieger eines Entscheidungsspiels zwischen den Vizemeistern diese Plätze ein. Verzichtete jedoch ein Meister – Eintracht Nordhorn tat dies mehrmals – oder wurde die Amateurmannschaft eines Oberligisten Meister, so rückten beide Vizemeister nach.
In den meisten Fällen mussten die beiden Tabellenletzten der Staffeln in die Amateurliga absteigen. Die Zahl der Absteiger konnte sich erhöhen, wenn Mannschaften aus der Oberliga abstiegen. Im Jahre 1954 stiegen nur die beiden Tabellenletzten ab, da zwei niedersächsische Mannschaften in die Oberliga aufstiegen und von dort niemand runter kam. Die Meister der sechs, später acht Ligen darunter (die Bezeichnungen wechselten) spielten in einer Aufstiegsrunde um den Aufstieg in die Amateuroberliga. Ab 1957 ermittelten die Staffelsieger der Amateuroberliga den NFV-Meister.
Nach der Einführung der Bundesliga im Jahre 1963 beschloss der Niedersächsische Verband eine erneute Ligenreform. Mit der Landesliga wurde erstmals eine landesweite Spielklasse eingeführt, für die sich die ersten acht Mannschaften der Amateuroberligasaison 1963/64 qualifizierten.

## Meister und Aufsteiger
Fett gedruckte Mannschaften stiegen in die Oberliga Nord bzw. im Jahre 1964 in die Regionalliga Nord auf. 1961 gelang Eintracht Nordhorn als Westdritter der Aufstieg. Im Jahre 1964 schaffte der Vizemeister der Oststaffel 1. SC Göttingen 05 den Regionalligaaufstieg.
| Jahr | West                      | Ost                        |
| 1950 | Eintracht Osnabrück       | TSV Goslar 08              |
| 1951 | Kickers Emden             | VfL Wolfsburg              |
| 1952 | VfB Oldenburg             | VfL Wolfsburg              |
| 1953 | Eintracht Nordhorn 1      | Eintracht Braunschweig     |
| 1954 | Eintracht Nordhorn 2      | VfL Wolfsburg              |
| 1955 | Eintracht Nordhorn        | VfV Hildesheim             |
| 1956 | TSR Olympia Wilhelmshaven | Eintracht Braunschweig Am. |
| 1957 | VfB Oldenburg             | SV Union Salzgitter        |
| 1958 | Arminia Hannover          | VfV Hildesheim             |
| 1959 | VfB Oldenburg 3           | Arminia Hannover           |
| 1960 | Hannover 96 Am. 4         | Leu Braunschweig           |
| 1961 | Arminia Hannover 5        | Leu Braunschweig           |
| 1962 | Arminia Hannover          | Leu Braunschweig           |
| 1963 | VfL Oldenburg             | VfL Wolfsburg              |
| 1964 | Olympia Wilhelmshaven     | Hannover 96 Am.            |